# Theil-sur-Vanne
Theil-sur-Vanne è un comune francese di 542 abitanti situato nel dipartimento della Yonne nella regione della Borgogna-Franca Contea.

## Società

### Evoluzione demografica
Abitanti censiti